# Prueba de Heller
La prueba de Heller es una prueba química que muestra que los ácidos fuertes provocan la desnaturalización de las proteínas precipitadas. Se agrega ácido nítrico concentrado a una solución de proteína desde el costado del tubo de ensayo para formar dos capas. Aparece un anillo blanco entre las dos capas si la prueba es positiva. La prueba de Heller se usa comúnmente para evaluar la presencia de proteínas en la orina. Esta prueba fue descubierta por el químico austríaco Johann Florian Heller (1813-1871).